# Euphrasia arguta
Euphrasia arguta (Syn.: Euphrasia scabra var. arguta) ist eine in Australien beheimatete Pflanzenart der Gattung Augentrost (Euphrasia) innerhalb der Familie der Sommerwurzgewächse (Orobanchaceae). Sie galt seit 1904 als ausgestorben, bis sie im Juli 2008 wiederentdeckt wurde. Die Gattung wurde früher den Braunwurzgewächsen (Scrophulariaceae) zugeordnet. Der britische Botaniker Robert Brown beschrieb die Art erstmals 1810 in seinem Werk Prodromus Florae Novae Hollandiae et Insulae Van Diemen.

## Beschreibung
Der aufrechte Stängel dieser einjährigen krautigen Pflanze erreicht eine Höhe von 20 bis 35 cm und ist mit dichten Härchen bedeckt. Die tief eingeschnittenen gelappten Laubblätter sind gegenständig angeordnet. Die oberen Stängelblätter sind oval bis elliptisch, zirka 6 bis 14 Millimeter lang und haben eine Breite von 3,5 bis 13 Millimeter.
Der traubige Blütenstand besteht aus 50 bis 90 Einzelblüten. Die Kelchblätter haben eine Länge von 5,5 bis 7 Millimeter. Die Farbe der Blütenkronblätter variiert von weiß bis fliederfarben mit einem gelben Fleck. Die Länge der Kronblätter beträgt 10 bis 14 Millimeter, sie sind zu einer 6,7 bis 8,5 Millimeter langen Kronröhre verwachsen. Die Staubbeutel sind 0,9 bis 1,7 Millimeter lang. Die Blütezeit erstreckt sich von Oktober bis Januar. Die Kapselfrucht erreicht eine Länge von 4 bis 7,5 Millimeter und ist an der oberen Hälfte borstig behaart.
Wie die anderen Augentrost-Arten ist Euphrasia arguta ein Halbschmarotzer und durch ein Haustorium mit den Wurzeln anderer Pflanzen verbunden.

## Verbreitung
Euphrasia arguta ist in Australien beheimatet, galt dort jedoch von 1904 bis 2008 als verschollen. Ihr Lebensraum sind grasbedeckte Areale in der Nähe von Flüssen in Höhenlagen bis 700 m mit einer jährlichen Niederschlagsmenge von 600 mm. Das ursprüngliche Verbreitungsgebiet erstreckte sich über die Bioregionen North Coast (NC), Northern Tablelands (NT), Central Tablelands (CT), North West Slopes (NWS) und Central West Slopes (CWS) im australischen Bundesstaat New South Wales, insbesondere in den Verwaltungsgebieten Bathurst, Tamworth und Walcha.

## Status
1982 schrieb der australische Botaniker William R. Barker in seiner Studie Taxonomic studies in Euphrasia L. (Scrophulariaceae). A revised infrageneric classification, and a revision of the genus in Australia im Journal of the Adelaide Botanic Gardens, dass Euphrasia arguta seit mindestens 75 Jahren nicht mehr nachgewiesen wurde. 1997 wurde sie von der IUCN in die Rote Liste der weltweit ausgestorbenen Pflanzenarten aufgenommen (Kriterium: Kein Nachweis seit über 50 Jahren). Im Environment Protection and Biodiversity Conservation Act 1999 (EPBC-Act) wird die Art seit Juli 2000 offiziell von der australischen Regierung als ausgestorben gelistet. Ein Herbarexemplar befindet sich im Australian National Herbarium. Nachdem die Pflanze im Juni 1904 in der Region von Tamworth das letzte Mal gesammelt wurde, gelang dem Forstaufseher Graham Marshall im Juli 2008 die Wiederentdeckung im Nundle State Forest, der sich im Tamworth Regional Council im Nordwesten des australischen Bundesstaates New South Wales befindet. Der Minister für Primärindustrie Ian Macdonald bezeichnete die Wiederentdeckung als Sensationsfund und sprach sich für die Erstellung von Plänen zum Erhalt der Pflanze aus.